# Lashkar-e-Taiba
Lashkar-e-Taiba (Urdu: لشکرطیبہ ; vertaling: leger der zuiveren), ook wel  Lashkar-i-Tayyaba, Lashkar-e-Tayyaba, Lashkar-e-Tayyiba, Lashkar-i-Taiba, Lashkar Taiba of vaker afgekort als LeT, is een Pakistaanse paramilitaire beweging, die in 2008 door de Verenigde Naties als terroristische organisatie werd aangemerkt. Lashkar-e-Taiba wordt gezien als een van de grootste en meest actieve terroristische organisaties ter wereld. De precieze omvang van de beweging is niet bekend, maar schattingen gaan tot verschillende duizenden leden. Volgens de leider van de beweging beschikken ze over 50.000 leden.

## Doel en visie
- terugtrekking van Indiase troepen uit Jammu en Kasjmir en aanhechting van deze gebieden bij Pakistan[2]
- stichting van islamitische staat in Pakistan
- terugdringen van westerse invloed in Midden-Oosten[3]
- stichting van wereldwijd kalifaat[4]

## Leden
- Hafiz Muhammad Saeed: wordt als de leider en een oprichter van de organisatie gezien, hoewel hij zelf ontkent er iets mee te maken te hebben. Er staat een prijs van 10 miljoen dollar op zijn hoofd.[5][6]
- Zakiur Rehman Lakhvi: brein achter aanslag in Mumbai (2008)

## Geschiedenis

### Oprichting en vroege geschiedenis
De beweging heeft haar wortels in 1985 toen een voorloper werd opgericht door Saeed. De huidige beweging werd opgericht in 1990 en hield zich vooral bezig met het verspreiden van de islam en de Jihad. Ze hadden verschillende trainingskampen en waren zeer actief in Kasjmir en kregen steun van het Pakistaanse leger en de militaire geheime dienst Inter-Services Intelligence.

### Terrorisme
In de nasleep van de 'war on terror' werd ook LeT op de terreurlijst geplaatst door de VS in 2001. Een jaar later werden ze ook op de terreurlijst geplaatst door Pakistan, hoewel er zeer nauwe banden bestaan tussen de ISI en LeT. Tussen 2001 en 2008 volgden verschillende bomaanslagen en aanvallen in India waarbij honderden doden vielen.

### Aanslag in Mumbai 2006
Bij verschillende bomaanslagen op treinen in Mumbai vallen in 2006 tweehonderd doden. De daders zijn niet gekend, maar vermoedelijk is er betrokkenheid van LeT.

### Aanslag in Mumbai 2008
In 2008 volgde de aanslag in Mumbai waarbij er 164 doden vielen en honderden gewonden. LeT werd als de hoofdverdachte gezien van de aanslag en Pakistan werd gedwongen om op te treden. Er werden verschillende arrestaties verricht in het noorden, maar echt drastische maatregelen kwamen er niet. De hoofdverdachte van de aanslagen werd in 2014 zelfs vrijgelaten, op borgtocht.